# Pournoy-la-Chétive
Pournoy-la-Chétive är en kommun i departementet Moselle i regionen Grand Est (tidigare regionen Lorraine) i nordöstra Frankrike. Kommunen ligger i kantonen Verny som tillhör arrondissementet Metz-Campagne. År 2022 hade Pournoy-la-Chétive 613 invånare.

## Befolkningsutveckling
Antalet invånare i kommunen Pournoy-la-Chétive
| Referens: INSEE |